# Кондеа
Кондѐа (на гръцки: Κοντέα; на турски: Türkmenköy) е село в Кипър, окръг Фамагуста. Според статистическата служба на Северен Кипър през 2011 г. селото има 782 жители.
Де факто е под контрола на непризнатата Севернокипърска турска република.